# الن بکر
الن بکر (آلمانی: Ellen Becker؛ زادهٔ ۳ اوت ۱۹۶۰) قایقرانان روئینگ زن اهل آلمان بود.
وی در مسابقات کشوری و بین‌المللی در مجموع برندهٔ ۱ مدال برنز شده‌است.